# San Clemente (Espanha)
San Clemente é um município da Espanha na província de Cuenca, comunidade autónoma de Castilla-La Mancha, de área 277,5 km² com população de 6879 habitantes (2007) e densidade populacional de 24,20 hab/km².

## Demografia
| Variação demográfica do município entre 1991 e 2004 | Variação demográfica do município entre 1991 e 2004 | Variação demográfica do município entre 1991 e 2004 | Variação demográfica do município entre 1991 e 2004 |
| --------------------------------------------------- | --------------------------------------------------- | --------------------------------------------------- | --------------------------------------------------- |
| 1991                                                | 1996                                                | 2001                                                | 2004                                                |
| 6258                                                | 6568                                                | 6346                                                | 6711                                                |